# Anna Cramling
Anna Yolanda Cramling Bellón (geboren am 30. April 2002 in Málaga, Spanien) ist eine spanisch-schwedische Schachspielerin und Streamerin auf Twitch und YouTube. Bei den Schacholympiaden 2016, 2022 und 2024 trat sie für Schweden an. Sie hält den Titel einer FIDE-Meisterin der Frauen (WFM) im Schachspiel. Im Jahr 2024 gewann sie einen Streamer Award.

## Leben
Anna Cramling wuchs in einer Familie von Schachspielern auf. Ihre Mutter Pia Cramling ist schwedische Schachgroßmeisterin, ihr Vater Juan Manuel Bellón López spanischer Großmeister. Sie wuchs in Spanien auf und lernte mit drei Jahren das Schachspiel. Sie begleitete ihre Eltern oft zu Schachturnieren. Im Alter von elf Jahren zog ihre Familie nach Schweden. Unmittelbar danach stieg ihre Elo-Zahl um 300 Punkte auf 1900. Als 14-Jährige überschritt sie die Elo-Marke von 2000. Ihre Lieblingseröffnung ist das Damenbauernspiel. In einem Interview sagte sie, ihre Eröffnungsstrategie habe sie von ihrer Mutter, ihr aggressives Mittelspiel von ihrem Vater. Endspiele würden ihr nicht gefallen.
Im Jahr 2020 startete Anna Cramling einen Kanal auf Twitch. Ihr YouTube-Kanal begann mit am Straßenrand aufgenommenen Schachspielen gegen Gegner, die Cramling tendenziell unterschätzten – und meist verloren. Später spielten Wettbewerbe, an denen sie teilnahm, die Hauptrolle. Viele Spiele werden von Cramlings Mutter in englischer Sprache live kommentiert. Während der Spiele ordnet Anna Cramling die Partien analytisch ein. Ihr Youtube-Kanal wurde 2024 der elfte mit Schachthema, der eine Million Abonnenten erreichte. Sie wurde 2024 mit dem Streamer Award in der Kategorie Best Strategy Game Streamer ausgezeichnet. Anfang 2025 übertraf sie an Abonnenten auch den Youtube-Kanal des Weltranglisten-Ersten und ehemaligen Weltmeisters Magnus Carlsen. Im Mai 2025 war Anna Cramling auch Teil der GothamChess Europe Tour.
Im Jahr 2023 dachte sich Anna Cramling die Variante einer Schach-Eröffnung aus und gab ihr den Namen „The Cow“: e3, d3, Se2–g3 und Sd2–b3 bzw. mit Schwarz e6, d6, Se7–g6 und Sd7–b6. Die beiden Springer stellen die Hörner der Kuh dar.
Anna Cramling lebt in Stockholm.